# Borgo a Mozzano
Borgo a Mozzano is een gemeente in de Italiaanse provincie Lucca (regio Toscane) en telt 7136 inwoners (31-12-2013).
Borgo a Mozzano is gelegen in het dal van de Serchio, 20 km ten noorden van de stad Lucca. Direct ten noorden van Borgo bevindt zich de 14e-eeuwse Ponte della Maddalena of del Diavolo, het symbool van de plaats.

## Demografie
Borgo a Mozzano telt ongeveer 2935 huishoudens. Het aantal inwoners daalde in de periode 1991-2001 met 2,9% volgens cijfers uit de tienjaarlijkse volkstellingen van ISTAT.
| Jaar | Inwoneraantal |
| ---- | ------------- |
| 1991 | 7580          |
| 2001 | 7358          |

## Geografie
De gemeente ligt op ongeveer 97 m boven zeeniveau.
Borgo a Mozzano grenst aan de volgende gemeenten: Bagni di Lucca, Capannori, Coreglia Antelminelli, Fabbriche di Vallico, Gallicano, Lucca, Pescaglia, Villa Basilica.

## Verkeer
Borgo a Mozzano heeft een station aan de Spoorlijn Lucca - Aulla.